# Train of Thought
Train of Thought é o sétimo álbum de estúdio da banda Dream Theater, lançado em 2003. O álbum foi inspirado pela reação do público a canções mais pesadas que a banda tocava durante turnês. No documentário Chaos in Progress, o baterista Mike Portnoy diz que eles queriam que o disco fosse bem direto e tivesse riffs mais pesados e sombrios, de modo a expô-los a fãs de nu metal. O disco foi mixado por Kevin Shirley e teve engenharia feita por Doug Oberkircher.
"Honor Thy Father" é sobre o padrasto de Mike. Quando perguntado sobre a inspiração, ele respondeu que não sabia escrever uma "canção de amor", então ele decidiu escrever uma "de ódio". Alguns dos samples do interlúdio instrumental da faixa foram tirados dos filmes Magnólia, At Close Range, Ordinary People e The Royal Tenenbaums, além da série Oz.
A letra de "Vacant" foi inspirada pela filha do vocalista James LaBrie, que passou por um breve período de coma após sofrer uma crise de epilepsia repentina e inexplicada três dias antes de seu aniversário de sete anos.
Entre os 5:51 e 6:07 de "In the Name of God", há uma música escondida sob os sons bem mais altos e pesados da canção em si. A banda nunca havia revelado a música oculta até que Mike a mencionou em seu DVD de bateria do Mike Portnoy: Live at Budokan mais de um ano depois do lançamento do disco. Um usuário do painel de mensagens do site do baterista descobriu que o trecho parecia estar em código morse, e outro usuário descobriu que a mensagem, quando transcrita para o inglês, dizia "eat my ass and balls" (coma meu cu e minhas bolas).

## Faixas
| N.º | Título                           | Letras         | Duração |  |
| 1.  | "As I Am"                        | John Petrucci  | 7:47    |  |
| 2.  | "This Dying Soul" - V. "Release" | Mike Portnoy   | 11:28   |  |
| 3.  | "Endless Sacrifice"              | Petrucci       | 11:23   |  |
| 4.  | "Honor Thy Father"               | Portnoy        | 10:14   |  |
| 5.  | "Vacant"                         | James LaBrie   | 2:58    |  |
| 6.  | "Stream of Consciousness"        | (instrumental) | 11:16   |  |
| 7.  | "In the Name of God"             | Petrucci       | 14:16   |  |

## Recepção

### Recepção da crítica
| Críticas profissionais | Críticas profissionais |
| Avaliações da crítica  | Avaliações da crítica  |
| Fonte                  | Avaliação              |
| ---------------------- | ---------------------- |
| AllMusic               | [ 7 ]                  |
| IGN                    | [ 8 ]                  |
| Progressive World      | [ 9 ]                  |
| Sharpened              | [ 10 ]                 |
| Metal Storm            | [ 11 ]                 |
| Sea of Tranquility     | [ 12 ]                 |
| Metal Review           | [ 13 ]                 |

### Recepção comercial

#### Paradas
| Parada (2003)                         | Maior colocação |
| ------------------------------------- | --------------- |
| Áustria (Ö3 Austria Top 40)           | 66              |
| Bélgica (Ultratop Valônia)            | 76              |
| Alemanha (Offizielle Deutsche Charts) | 16              |
| Finlândia (Suomen virallinen lista)   | 9               |
| França (SNEP)                         | 24              |
| Itália (FIMI)                         | 11              |
| Países Baixos (Dutch Charts)          | 21              |
| Noruega (VG-lista)                    | 9               |
| Portugal (AFP)                        | 21              |
| Suécia (Sverigetopplistan)            | 9               |
| Suíça (Schweizer Hitparade)           | 44              |
| Estados Unidos (Billboard 200)        | 53              |

## Integrantes
- James LaBrie – vocal
- John Petrucci – guitarra
- John Myung – baixo
- Jordan Rudess – teclado
- Mike Portnoy – bateria

Músicos adicionais
- Eugene Friesen – violoncelo em "Vacant"